# Cyrtanthus welwitschii
Cyrtanthus welwitschii là một loài thực vật có hoa trong họ Amaryllidaceae. Loài này được Hiern ex Baker mô tả khoa học đầu tiên năm 1878.